# Кабельна проходка

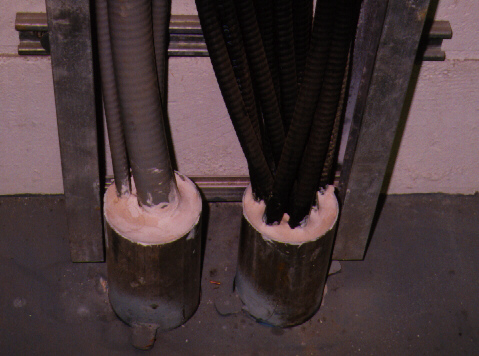

Ка́бельна прохо́дка — виріб або збірна будівельна конструкція, яка складається з ущільнювальних матеріалів, кабельних виробів та закладних деталей (труб, коробів, лотків тощо) і призначена для проходу кабелів (кабельних ліній) через стіни, перегородки, перекриття.

## Вимоги до к. п
К. п. повинні проходити випробування на вогнестійкість згідно зі стандартом ДСТУ Б В.1.1-8-2003 «Кабельні проходки. Метод випробування на вогнестійкість».
Цей документ встановлює такий стандартний ряд нормованих меж вогнестійкості К.п. (в хвилинах):

15; 30; 45; 60; 90; 120; 150; 180; 240; 360.